# Mã giảm giá
Trong kinh doanh, một mã giảm giá là một dãy ký tự mà có thể giúp người dùng mua với giá ưu đãi hơn bình thường hoặc giảm giá khi mua một sản phẩm.
Thông thường, mã giảm giá được phát hành bởi nhà sản xuất hàng tiêu dùng đóng gói hoặc các nhà bán lẻ, sẽ được sử dụng trong các cửa hàng bán lẻ như là một phần của chương trình khuyến mãi bán hàng. Chúng thường được phân bố rộng rãi thông qua thư, phong bì phiếu mua hàng, tạp chí, báo, trên Internet (phương tiện truyền thông xã hội, bản tin email), trực tiếp từ các nhà bán lẻ, và các thiết bị di động như điện thoại di động. Mã giảm giá có chức năng như một công cụ chính sách giá, tạo điều kiện cho các nhà bán lẻ để cung cấp một mức giá thấp hơn cho những người tiêu dùng ít có khả năng thanh toán hơn hoặc họ sẽ bỏ đi nơi khác. Ngoài ra, mã giảm giá cũng có thể được dùng để giảm giá cho một nhóm khách hàng trong một thị trường ngách nào đó để giảm thiểu những cạnh tranh về giá của đối thủ.
Thông thường, mã giảm giá là các dãy số, dãy ký tự để người mua có thể nhập vào lúc thanh toán. Điều này sẽ giúp người mua hàng mua được giá ưu đãi bình thường. Phiếu giảm giá thường được gửi đến người tiêu dùng qua email, phiếu mua hàng, tạp chí, báo, trên mạng internet, trực tiếp từ các nhà bán lẻ, và các thiết bị di động thông qua các ứng dụng.
Mã giảm giá hiện đang là một trong những chiến lược marketing được áp dụng rộng rãi tại các doanh nghiệp cũng như các sàn thương mại điện tử. Chúng được gọi với nhiều cái tên khác nhau như: Voucher, E- Voucher, Gift code, Coupon code, Discount code,…vvv
Hầu hết các mã giảm giá có ngày hết hạn sau đó chúng không còn giá trị sử dụng. Ví dụ, mã giảm giá Giáng sinh chỉ có giá trị trong suốt tuần lễ Giáng sinh.

## Xuất xứ
Người ta cho rằng các mã giảm giá đầu tiên là cho một cốc Coca-Cola xuất hiện vào năm 1888 để giúp quảng bá đồ uống. Mã giảm giá lần đầu tiên thấy sử dụng rộng rãi tại Hoa Kỳ kể từ năm 1909. Trong năm 2011, người tiêu dùng Mỹ đã sử dụng mã giảm giá để tiết kiệm 4,6 tỷ đô la vào mua hàng hóa tiêu dùng đóng gói.

## Phân loại
Có nhiều loại khác nhau của các mã giảm giá như giảm giá, miễn phí vận chuyển, mua một tặng một, mã giảm giá lần đầu của khách hàng, cung cấp thử nghiệm miễn phí, khởi động chào hàng, và quà tặng miễn phí.